# Helavisa
Natalia Andreevna O'Shea (în rusă Наталья Андреевна О’Шей, născută Nikolaeva; n. 3 septembrie 1976, Moscova, RSFS Rusă, URSS), cunoscută sub pseudonimul Helavisa (în rusă Хелави́са), este o cântăreață rusă.